# Pilgrim Presbyterian Church
Koordinaten: 39° 6′ 36″ N, 84° 29′ 56″ W

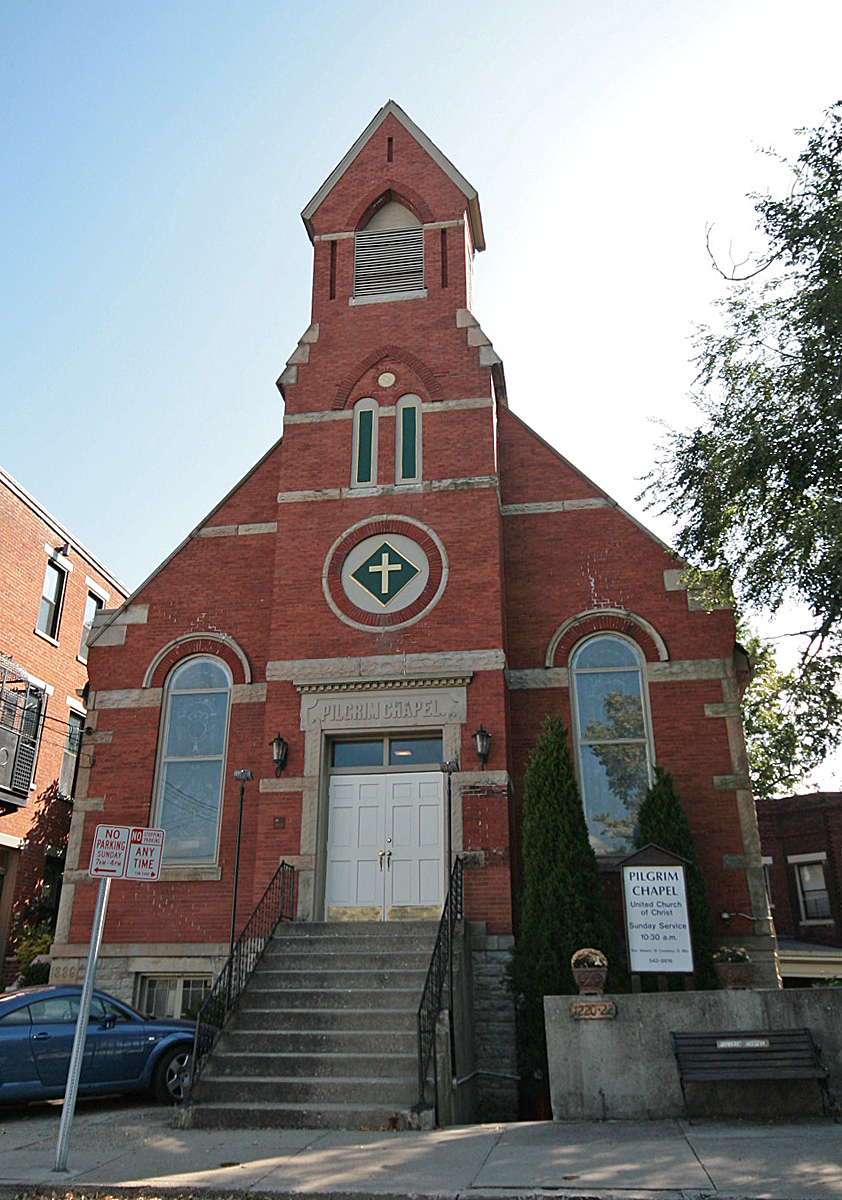
Die Pilgrim Presbyterian Church

Die Pilgrim Presbyterian Church ist eine historische Kirche in Cincinnati, Ohio, Vereinigte Staaten.

## Geschichte
Unter dem Namen Pilgrim Presbyterian Church wurde die Kirche 1980 in das National Register of Historic Places (dt. Nationales Verzeichnis historischer Stätten) eingetragen.
Das Gebäude wurde 1886 von dem Architekten Charles E. Iliff erbaut.